# Hongdān
Hongdān (persiska: هنگدان) är en ort i Iran.   Den ligger i provinsen Bushehr, i den södra delen av landet, 900 km söder om huvudstaden Teheran. Hongdān ligger 643 meter över havet och antalet invånare är 450.
Terrängen runt Hongdān är huvudsakligen kuperad, men den allra närmaste omgivningen är platt.Runt Hongdān är det ganska glesbefolkat, med 31 invånare per kvadratkilometer. Närmaste större samhälle är Jam, 4,4 km sydost om Hongdān. Omgivningarna runt Hongdān är i huvudsak ett öppet busklandskap.